# HitFix
HitFix，或稱HitFix.com，在1998年，由里德商業資訊發展前執行主管積·薩格德（Jen Sargent），以及洛杉磯時報和MSN電影編輯格戈伊·艾連沃德（Gregory Ellwood），於洛杉磯（總部）成立，主要經營提供所有娛樂新聞、內幕資訊、回顧所有電影、電視和音樂信息評價排行。2010年中期，該網站已突破了100萬用戶，直至2013年4月，該網站被Alexa娛樂新聞網站排名為117位。

## 天使投資
在2009年2月，該網站被天使海岸科技投資組合，首次以85萬美元進行投資，其後在2010年6月，再以160萬美元投資。換言之，是加州南部主要最大投資科技項目。

## 外部連結
- HitFix.com（页面存档备份，存于）